# Notas (aplicativo)
Notas é um software criado e desenvolvido pela Apple. É fornecido para os sistemas operacionais iOS e OS X. Funciona como um serviço para fazer anotações curtas de texto, sendo sincronizados entre os dispositivos da Apple que usem o iCloud.
A aplicação utiliza-se de uma interface similar no iOS e OS X, com um fundo de papel texturizado para notas e ícones amarelos claros. Até 2013, ambas as aplicações usavam um projeto de papel alinhado.
As notas podem ser criadas em três diferentes fontes - Noteworthy, Marker Felt, e Helvetica. O usuário pode adicionar fontes personalizadas, visitando o menu "Mostrar fontes". O menu permite que o usuário altere o tamanho do texto, formato, alinhamento (esquerda, centro ou para a direita), atribuir uma direção de escrita e travessão. Anexos, imagens e hiperlinks também podem ser adicionados em uma nota. Os anexos não podem ser visualizados nos dispositivos iOS.